# Majorca Open 2000 - Qualificazioni singolare
Le qualificazioni del singolare  del Majorca Open 2000 sono state un torneo di tennis preliminare per accedere alla fase finale della manifestazione. I vincitori dell'ultimo turno sono entrati di diritto nel tabellone principale. In caso di ritiro di uno o più giocatori aventi diritto a questi sono subentrati i lucky loser, ossia i giocatori che hanno perso nell'ultimo turno ma che avevano una classifica più alta rispetto agli altri partecipanti che avevano comunque perso nel turno finale.
Le qualificazioni del torneo Majorca Open 2000 prevedevano 31 partecipanti di cui 4 sono entrati nel tabellone principale.

## Teste di serie
1. German Puentes-Alcaniz (secondo turno)
2. Julián Alonso (secondo turno)
3. Michel Kratochvil (ultimo turno)
4. Álex Calatrava (secondo turno)

1. Joan Balcells (Qualificato)
2. Juan-Albert Viloca-Puig (primo turno)
3. Oscar Burrieza-Lopez (secondo turno)
4. Eduardo Nicolas-Espin (primo turno)

## Qualificati
1. Nicolas Coutelot
2. Martín García

1. Joan Balcells
2. Guillermo Coria

## Tabellone

### Legenda
| - Q = Qualificato - WC = Wild card - LL = Lucky loser | - ALT = Alternate - SE = Special Exempt - PR = Protected Ranking | - w/o = Walkover - r = Ritirato - d = Squalificato |

### Sezione 1
|  | Primo turno      | Primo turno          | Primo turno          | Primo turno | Primo turno |  |  | Secondo turno | Secondo turno          | Secondo turno          | Secondo turno    | Secondo turno |   |   | Ultimo turno     | Ultimo turno     | Ultimo turno | Ultimo turno | Ultimo turno |  |
|  |                  |                      |                      |             |             |  |  |               |                        |                        |                  |               |   |   |                  |                  |              |              |              |  |
|  |                  |                      |                      |             |             |  |  |               |                        |                        |                  |               |   |   |                  |                  |              |              |              |  |
|  |                  |                      |                      |             |             |  |  | 1             | German Puentes-Alcaniz | German Puentes-Alcaniz | 5                | 4             |   |   |                  |                  |              |              |              |  |
|  | Reginald Willems | Reginald Willems     | Reginald Willems     | 6           | 7           |  |  |               | Reginald Willems       | Reginald Willems       | 7                | 6             |   |   |                  |                  |              |              |              |  |
|  | Cristiano Testa  | Cristiano Testa      | Cristiano Testa      | 1           | 5           |  |  |               |                        |                        |                  |               |   |   | Reginald Willems | Reginald Willems | 3            | 6            | 3            |  |
|  | Nicolas Coutelot | Nicolas Coutelot     | Nicolas Coutelot     | 6           | 6           |  |  |               |                        | Nicolas Coutelot       | Nicolas Coutelot | 6             | 4 | 6 |                  |                  |              |              |              |  |
|  | Kentaro Masuda   | Kentaro Masuda       | Kentaro Masuda       | 3           | 3           |  |  |               | Nicolas Coutelot       | 6                      | 0                | 6             |   |   |                  |                  |              |              |              |  |
|  | 7                | Oscar Burrieza-Lopez | Oscar Burrieza-Lopez | 6           | 6           |  |  | 7             | Oscar Burrieza-Lopez   | 3                      | 6                | 4             |   |   |                  |                  |              |              |              |  |
|  |                  | Camilo Soler-Palau   | Camilo Soler-Palau   | 2           | 0           |  |  |               |                        |                        |                  |               |   |   |                  |                  |              |              |              |  |

### Sezione 2
|  | Primo turno     | Primo turno           | Primo turno       | Primo turno   | Primo turno |  |  | Secondo turno    | Secondo turno    | Secondo turno    | Secondo turno | Secondo turno |   |   | Ultimo turno  | Ultimo turno  | Ultimo turno  | Ultimo turno | Ultimo turno |  |
|  |                 |                       |                   |               |             |  |  |                  |                  |                  |               |               |   |   |               |               |               |              |              |  |
|  | 2               | Julián Alonso         | Julián Alonso     | 4             | 5           |  |  |                  |                  |                  |               |               |   |   |               |               |               |              |              |  |
|  |                 | Gergely Kisgyorgy     | Gergely Kisgyorgy | 6             | 4r          |  |  | 2                | Julián Alonso    | Julián Alonso    | 2             | 5             |   |   |               |               |               |              |              |  |
|  | Martín García   | Martín García         | 7                 | 2             | 6           |  |  |                  | Martín García    | Martín García    | 6             | 7             |   |   |               |               |               |              |              |  |
|  | Andrej Čerkasov | Andrej Čerkasov       | 62                | 6             | 4           |  |  |                  |                  |                  |               |               |   |   | Martín García | Martín García | Martín García | 6            | 6            |  |
|  | Diego Nargiso   | Diego Nargiso         | Diego Nargiso     | Diego Nargiso | 3           |  |  |                  |                  | Diego Nargiso    | Diego Nargiso | Diego Nargiso | 3 | 3 |               |               |               |              |              |  |
|  | Jordi Burillo   | Jordi Burillo         | Jordi Burillo     | Jordi Burillo | 0r          |  |  | Diego Nargiso    | Diego Nargiso    | Diego Nargiso    | 6             | 6             |   |   |               |               |               |              |              |  |
|  |                 | David Nalbandian      | 6(1)              | 6             | 6           |  |  | David Nalbandian | David Nalbandian | David Nalbandian | 3             | 4             |   |   |               |               |               |              |              |  |
|  | 8               | Eduardo Nicolas-Espin | 7                 | 3             | 2           |  |  |                  |                  |                  |               |               |   |   |               |               |               |              |              |  |

### Sezione 3
|  | Primo turno              | Primo turno              | Primo turno              | Primo turno | Primo turno |  |  | Secondo turno | Secondo turno       | Secondo turno       | Secondo turno | Secondo turno |   |   | Ultimo turno | Ultimo turno      | Ultimo turno      | Ultimo turno | Ultimo turno |  |
|  |                          |                          |                          |             |             |  |  |               |                     |                     |               |               |   |   |              |                   |                   |              |              |  |
|  | 3                        | Michel Kratochvil        | Michel Kratochvil        | 6           | 6           |  |  |               |                     |                     |               |               |   |   |              |                   |                   |              |              |  |
|  |                          | Lucas Arnold Ker         | Lucas Arnold Ker         | 1           | 3           |  |  | 3             | Michel Kratochvil   | 7                   | 1             | 6             |   |   |              |                   |                   |              |              |  |
|  | Tommy Robredo            | Tommy Robredo            | Tommy Robredo            | 6           | 6           |  |  |               | Tommy Robredo       | 6(0)                | 6             | 1             |   |   |              |                   |                   |              |              |  |
|  | Marius Barnard           | Marius Barnard           | Marius Barnard           | 3           | 1           |  |  |               |                     |                     |               |               |   |   | 3            | Michel Kratochvil | Michel Kratochvil | 2            | 2            |  |
|  | Didac Perez-Minarro      | Didac Perez-Minarro      | Didac Perez-Minarro      | 6           | 6           |  |  |               |                     | 5                   | Joan Balcells | Joan Balcells | 6 | 6 |              |                   |                   |              |              |  |
|  | Antonio Baldellou-Esteva | Antonio Baldellou-Esteva | Antonio Baldellou-Esteva | 1           | 2           |  |  |               | Didac Perez-Minarro | Didac Perez-Minarro | 2             | 1             |   |   |              |                   |                   |              |              |  |
|  | 5                        | Joan Balcells            | Joan Balcells            | 6           | 6           |  |  | 5             | Joan Balcells       | Joan Balcells       | 6             | 6             |   |   |              |                   |                   |              |              |  |
|  |                          | Michaël Llodra           | Michaël Llodra           | 4           | 4           |  |  |               |                     |                     |               |               |   |   |              |                   |                   |              |              |  |

### Sezione 4
|  | Primo turno         | Primo turno             | Primo turno    | Primo turno | Primo turno |  |  | Secondo turno        | Secondo turno        | Secondo turno   | Secondo turno | Secondo turno |   |   | Ultimo turno    | Ultimo turno    | Ultimo turno    | Ultimo turno | Ultimo turno |  |
|  |                     |                         |                |             |             |  |  |                      |                      |                 |               |               |   |   |                 |                 |                 |              |              |  |
|  | 4                   | Álex Calatrava          | Álex Calatrava | 7           | 6           |  |  |                      |                      |                 |               |               |   |   |                 |                 |                 |              |              |  |
|  |                     | Marc López              | Marc López     | 63          | 4           |  |  | 4                    | Álex Calatrava       | Álex Calatrava  | 5             | 4             |   |   |                 |                 |                 |              |              |  |
|  | Guillermo Coria     | Guillermo Coria         | 6              | 4           | 6           |  |  |                      | Guillermo Coria      | Guillermo Coria | 7             | 6             |   |   |                 |                 |                 |              |              |  |
|  | Irakli Labadze      | Irakli Labadze          | 2              | 6           | 1           |  |  |                      |                      |                 |               |               |   |   | Guillermo Coria | Guillermo Coria | Guillermo Coria | 6            | 6            |  |
|  | Dušan Vemić         | Dušan Vemić             | 63             | 6           | 6           |  |  |                      |                      | Dušan Vemić     | Dušan Vemić   | Dušan Vemić   | 2 | 1 |                 |                 |                 |              |              |  |
|  | Oscar Serrano-Gamez | Oscar Serrano-Gamez     | 7              | 2           | 4           |  |  | Dušan Vemić          | Dušan Vemić          | 6               | 3             | 6             |   |   |                 |                 |                 |              |              |  |
|  |                     | Marc Fornell-Mestres    | 4              | 6           | 6           |  |  | Marc Fornell-Mestres | Marc Fornell-Mestres | 4               | 6             | 1             |   |   |                 |                 |                 |              |              |  |
|  | 6                   | Juan-Albert Viloca-Puig | 6              | 3           | 0           |  |  |                      |                      |                 |               |               |   |   |                 |                 |                 |              |              |  |